# Forêt nationale de Carajás
Pour les articles homonymes, voir Carajas.
La forêt nationale de Carajás (portugais : Floresta Nacional de Carajás) est une forêt nationale brésilienne. Elle se situe dans la région Nord, dans l'État du Pará.
Le parc fut créé en 1998 et couvre une superficie de 392 725,14 hectares.
Il s'étend sur le territoire de la municipalité de Parauapebas.